# Georgi Gergov

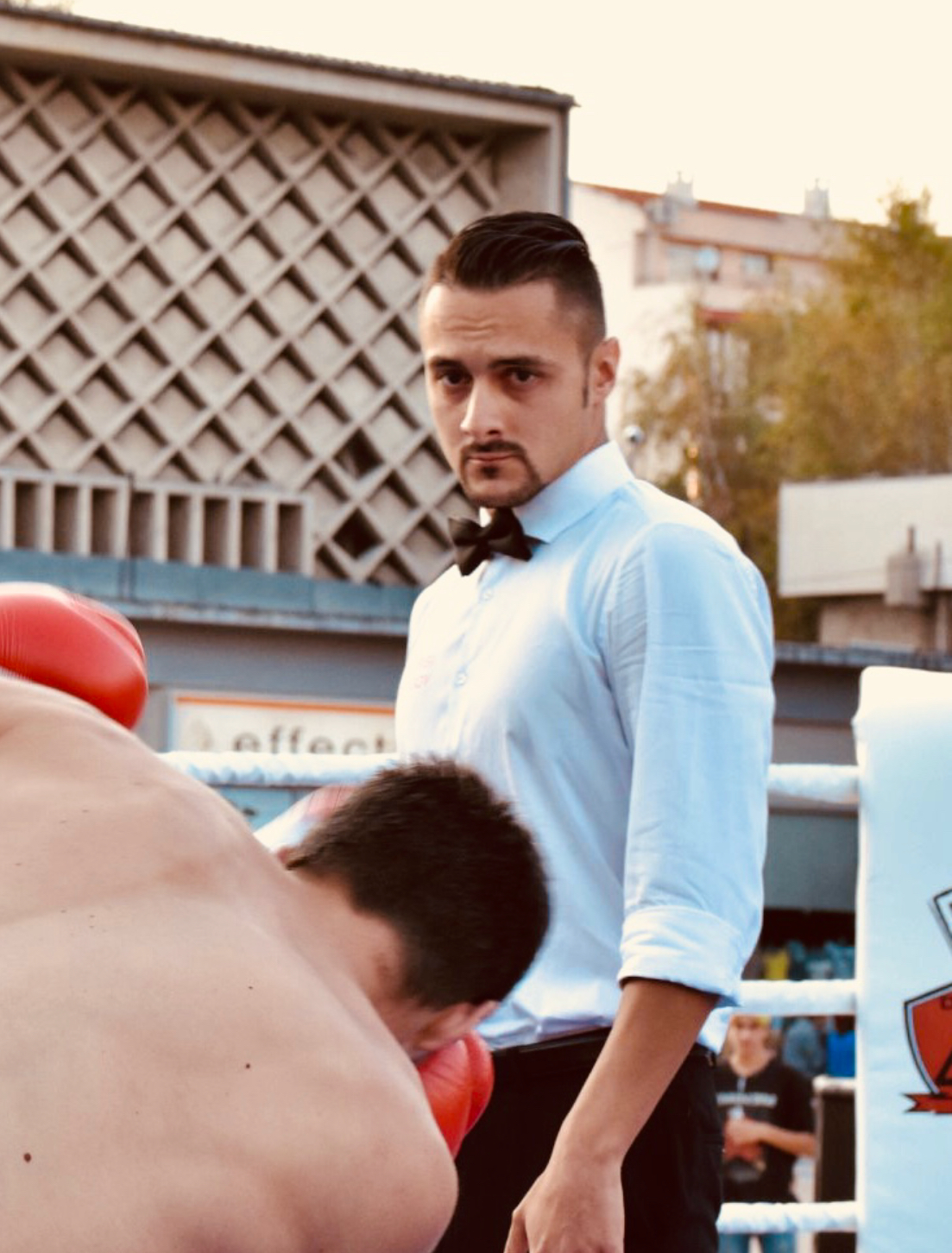
Georgi Gergov

Georgi Gergov (Sofia, 15 novembre 1991) è un ex pugile bulgaro attuale arbitro e giudice di pugilato professionale, cresciuto in Italia.

## Biografia
Nato a Sofia, Bulgaria il 15 novembre 1991. Quando aveva solo 8 anni entrò per prima volta nella palestra di pugilato a Lokomotiv Sofia dove andava anche il suo unico fratello Nikolay Gergov. Entrambi facevano parte della squadra agonistica della palestra. Nel 2002 tutta la famiglia si trasferisce in Italia dove inizia il successo di Georgi nella palestra Valle Umbra Nord con il maestro Gerardo Falcinelli che allenava anche il grande Michele Di Rocco. Nel 2006 a Massa Carrara diventò Campione d’Italia da 14 regioni partecipanti.
Nel 2017 diventò arbitro e giudice, partecipando a tutte le manifestazioni nazionali.

## Palmares

### Competizioni nazionali giovanili
- Campione italiano 2006